# Ligne Sanyō Aboshi
La ligne Sanyō Aboshi (山陽電気鉄道網干線, Sanyō Denki Tetsudō Aboshi-sen) ou tout simplement appelée ligne Aboshi (網干線, Aboshi-sen) est une ligne de train japonaise exploitée par la compagnie ferroviaire privée Sanyo Electric Railway. Cette ligne entièrement dans la ville d'Himeji dans la préfecture de Hyōgo relie les gares de Shikama à Sanyō Aboshi. Elle est connectée à la ligne principale Sanyō à la gare de Shikama.

## Description
D'une longueur de 8,5 km entre les gares de Shikami et Sanyō Aboshi, la ligne Aboshi comporte 7 gares (incluant les gares de départ et d'arrivée de la ligne), avec une distance moyenne de 1,42 km entre chaque gare.
Depuis le 1er avril 2014, la compagnie Sanyō a mis en place un système de clarification de ses gares.

## Histoire
C'est le 15 octobre 1940 que la première section de la ligne entre les gares de Shikama et Yumesakigawa est inaugurée. Deux mois plus tard, la deuxième section entre les gares de Yumesakigawa et Hirohata. Le 27 avril 1941, la troisième section de la ligne est inaugurée entre les gares d'Hirohata et Temma. Trois mois plus tard, c'est la dernière section entre les gares de Temma et Sanyō Aboshi. Lors du séisme de 1995 à Kobe, le service fut arrêté. Il reprit le lendemain. En 2011, que ça soit à l'intérieur avec la suppression des zones réservées aux fumeurs ou sur les quais sur l’ensemble des gares la Sanyo, l'interdiction de fumer fut décrétée.

## Types de service
Sur la ligne Aboshi, tous les trains s’arrêtent à toutes les gares.
| Shikama | Hirohata | Sanyō Aboshi |
| ------- | -------- | ------------ |
| -       | 7        | 18           |

## Liste des gares
- Toutes les gares se trouvent dans la ville d'Himeji dans la préfecture de Hyogo
- Seuls circulent sur cette ligne des trains locaux s’arrêtant à toutes les gares.

| Gare           | Gare            | Gare      | Distance en km    | Distance en km | Correspondance                 |
| Nom de la Gare | Nom en japonais | Code Gare | Entre chaque gare | Depuis Shikama | Correspondance                 |
| -------------- | --------------- | --------- | ----------------- | -------------- | ------------------------------ |
| Shikama        | 飾磨駅          | SY 40     | -                 | 0.0            | Sanyo - Ligne principale Sanyō |
| Nishi-Shikama  | 西飾磨駅        | SY 51     | 2.4               | 2.4            |                                |
| Yumesakigawa   | 夢前川駅        | SY 52     | 1.2               | 3.6            |                                |
| Hirohata       | 広畑駅          | SY 53     | 1.1               | 4.7            |                                |
| Sanyō Temma    | 山陽天満駅      | SY 54     | 0.9               | 5.6            |                                |
| Hiramatsu      | 平松駅          | SY 55     | 1.7               | 7.3            |                                |
| Sanyō Aboshi   | 山陽網干駅      | SY 56     | 1.2               | 8.5            |                                |

## Matériel roulant

### En Service

#### Électrique

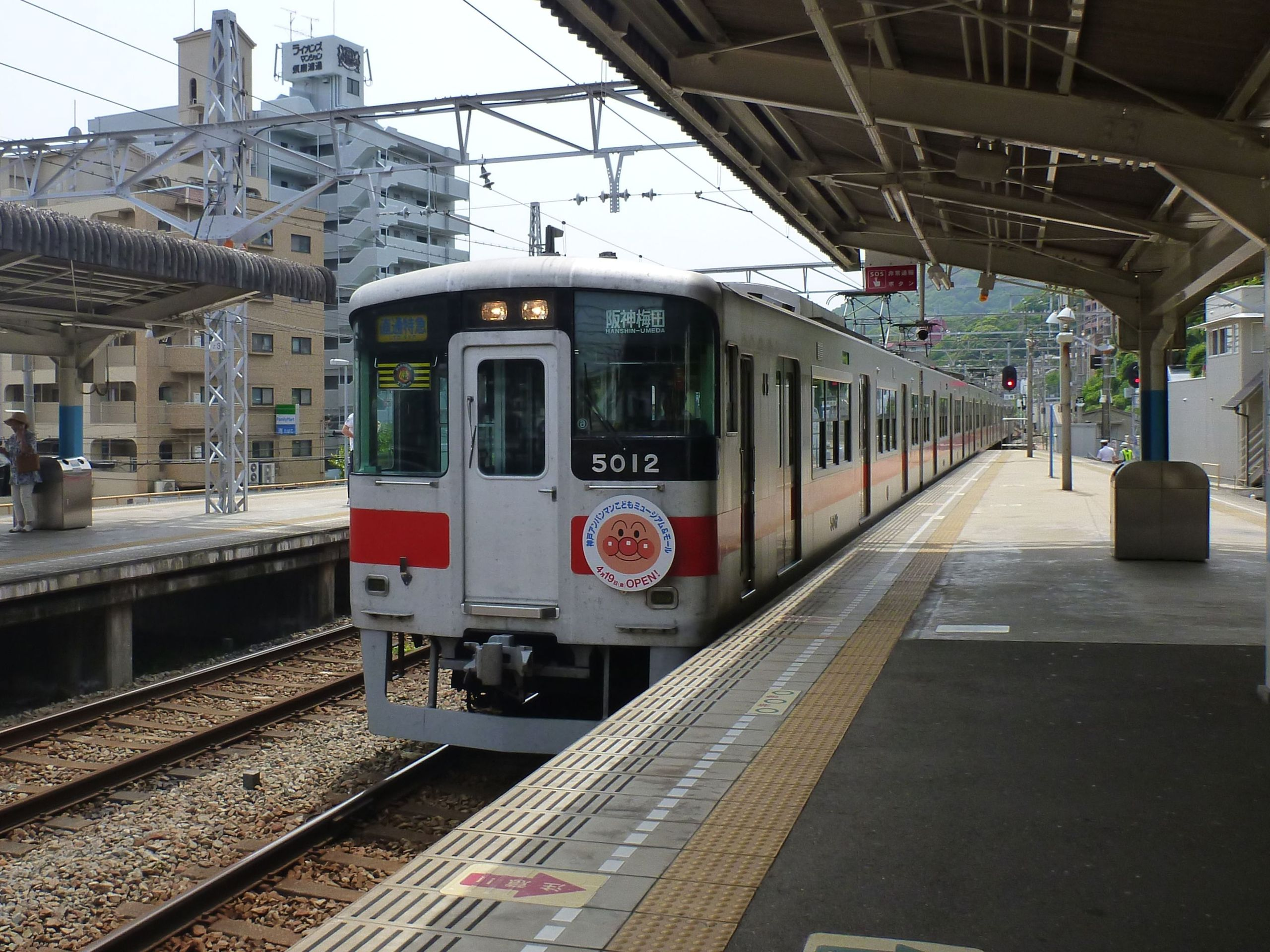
série 5000

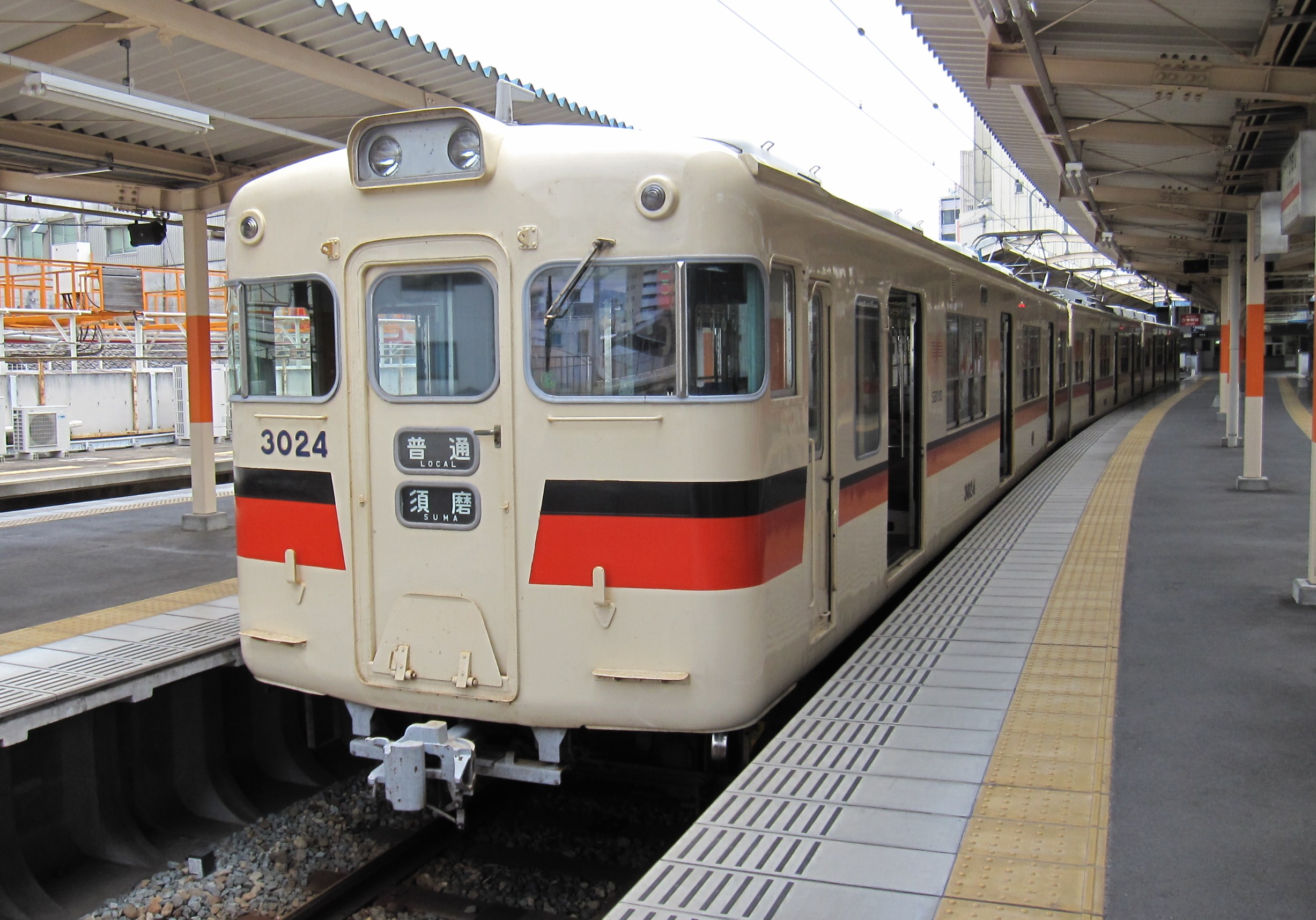
série 3000
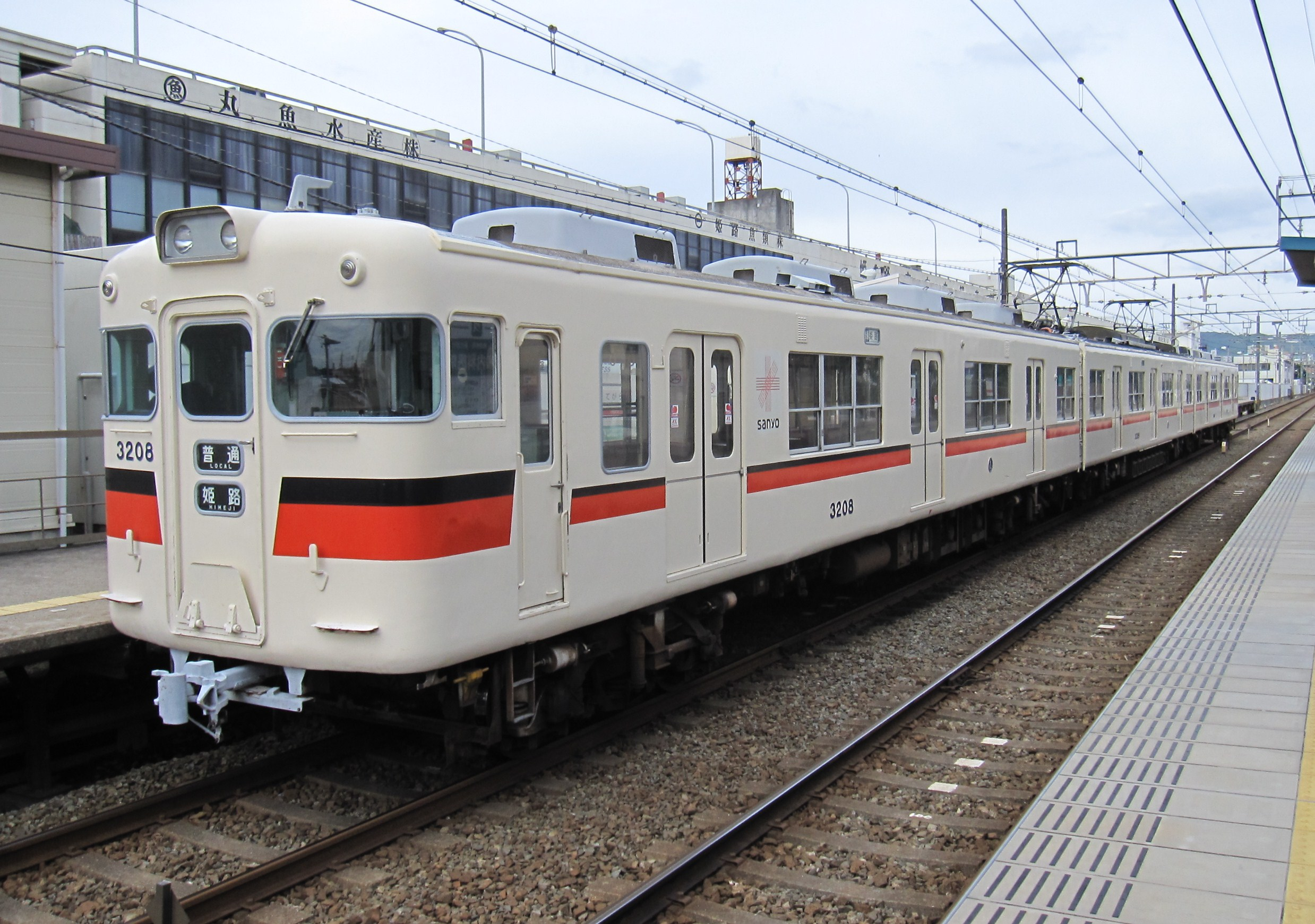
série 3200
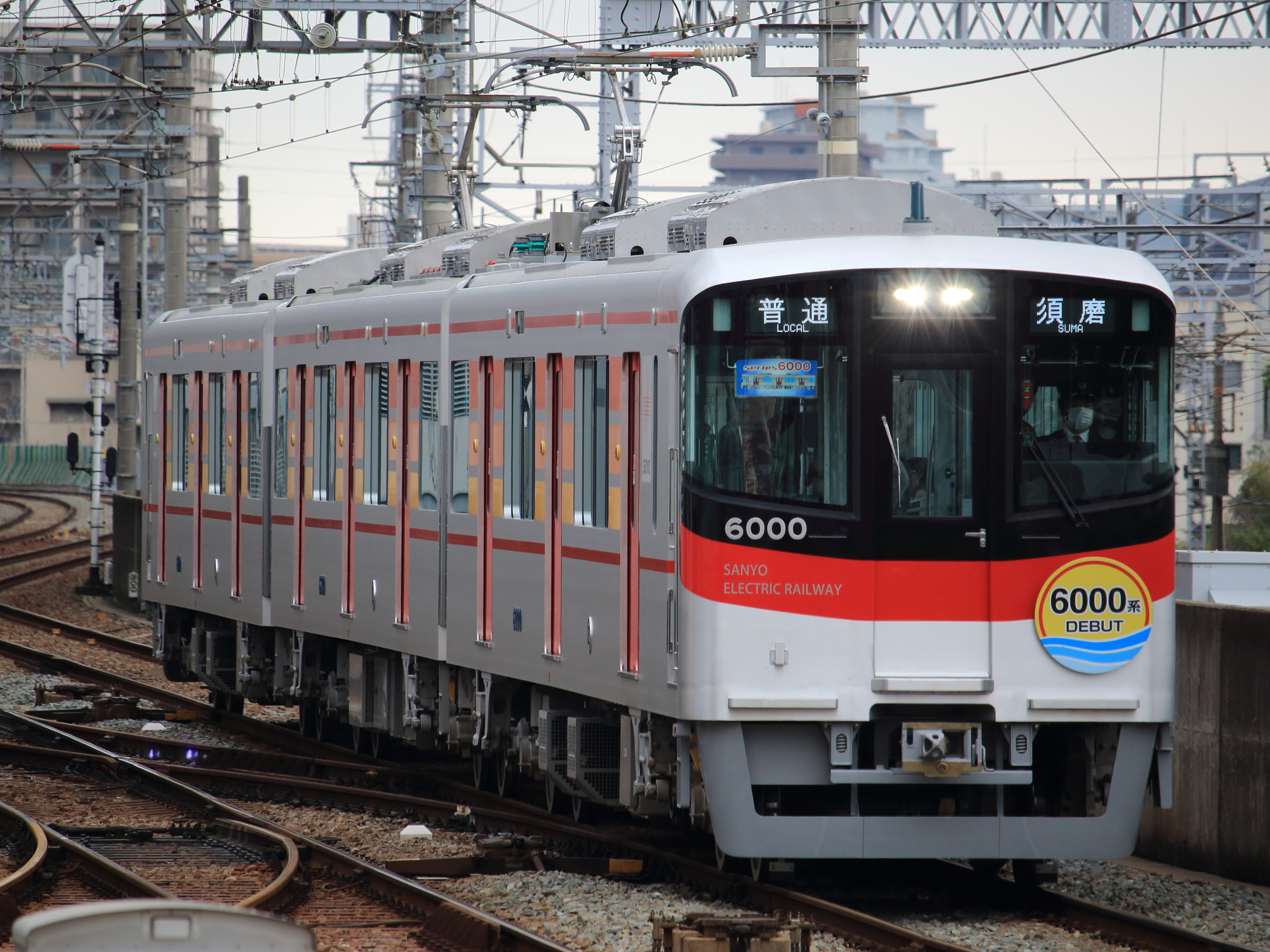
série 6000

- série 3000
- série 3200
- série 6000

### Retiré du service

#### Électrique
- série 5000

- série 5000